# 13024 Conradferdinand
13024 Conradferdinand este un asteroid din centura principală de asteroizi.

## Descriere
13024 Conradferdinand este un asteroid din centura principală de asteroizi. A fost descoperit pe 11 ianuarie 1989 la Tautenburg de Freimut Börngen. Asteroidul prezintă o orbită caracterizată de o semiaxă mare de 2,40 ua, o excentricitate de 0,10 și o înclinație de 5,7° în raport cu ecliptica.